# 35 de l'Àguila
35 de l'Àguila (35 Aquilae) és una estrella de la constel·lació de l'Àguila situada a uns 200 anys llum del Sol. Té una magnitud aparent de 5,79.